# Liste des évêques de Ngaoundéré

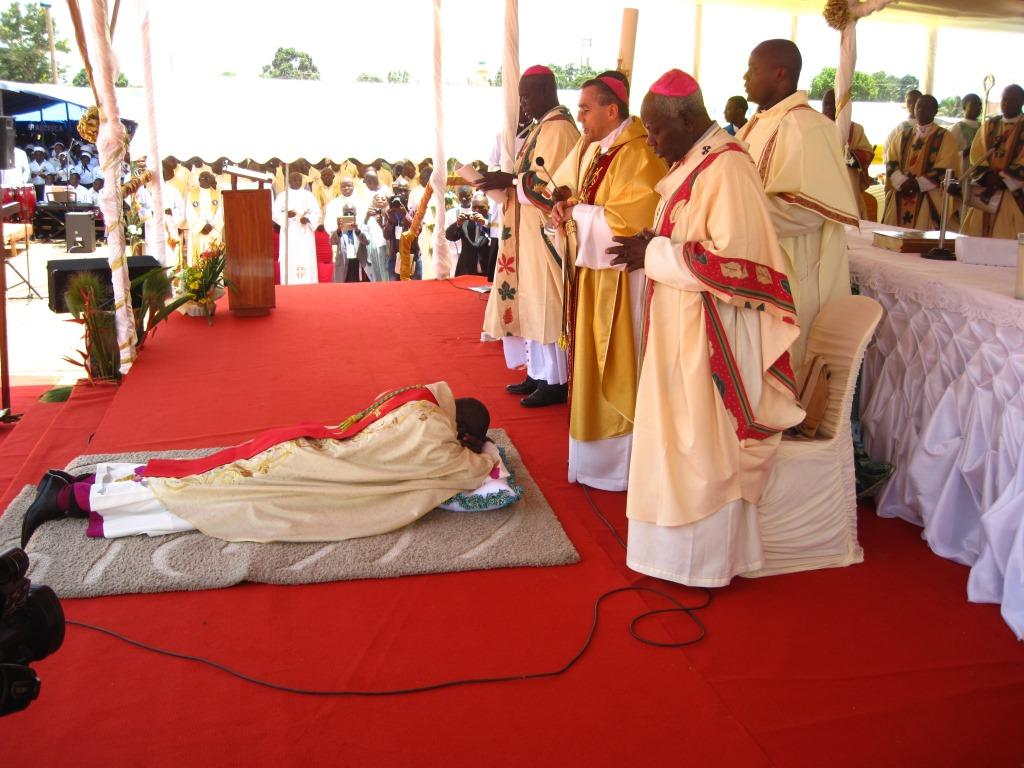
Mgr Emmanuel Abbo (30 avril 2016)

Cette page présente la liste des évêques de Ngaoundéré
Le diocèse camerounais de Ngaoundéré (Dioecesis Ngaunderensis) est créé le 19 novembre 1982 par détachement de l'archidiocèse de Garoua.

## Sont évêques
- 19 novembre 1982-23 octobre 2000 : Jean Pasquier
- 23 octobre 2000-6 janvier 2015: Joseph Djida
- Depuis le 15 mars 2016: Emmanuel Abbo

## Sources
- Fiche du diocèse sur le site catholic-hierarchy.org